# Ares

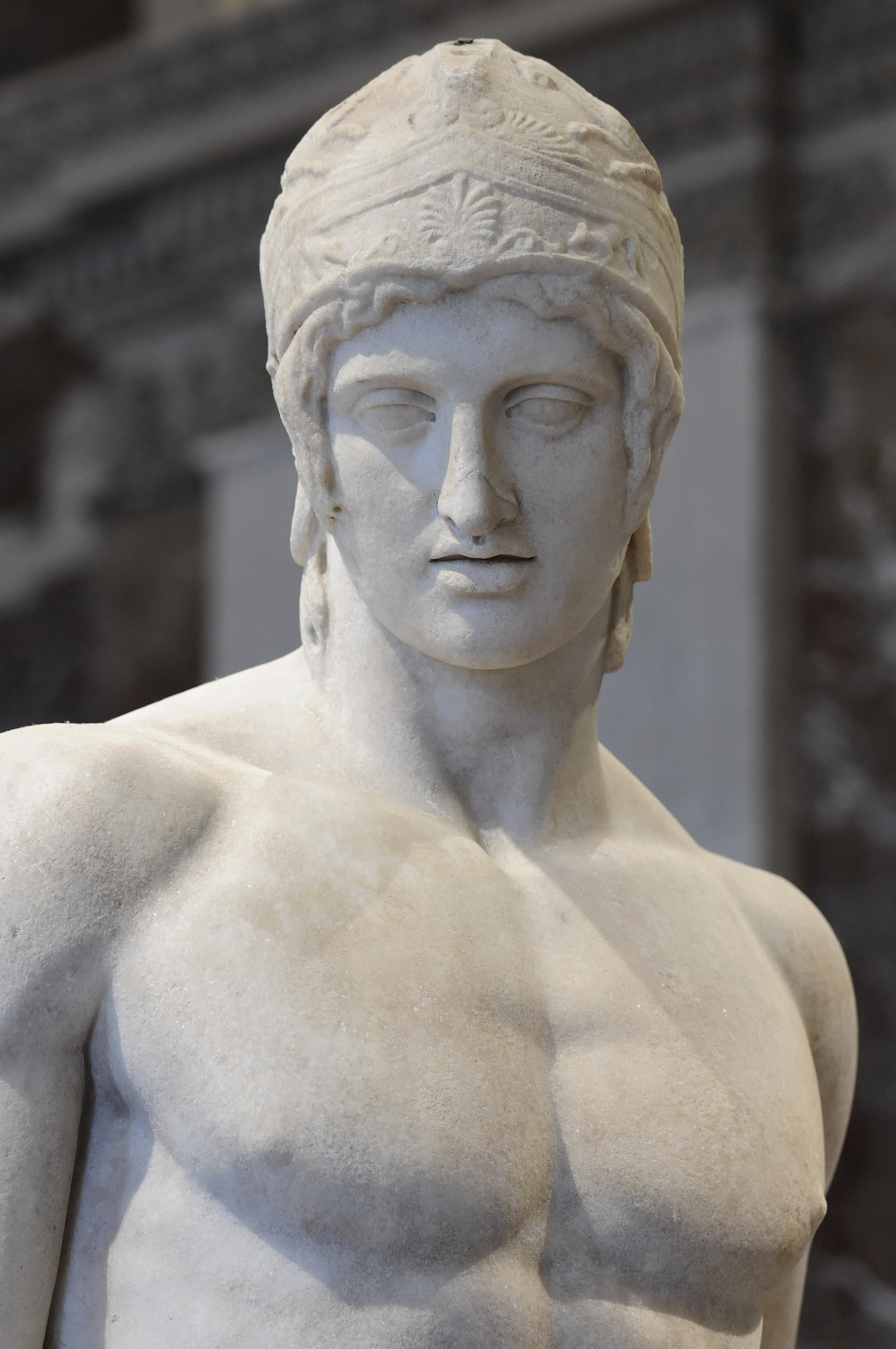
„Ares Borghese“, römische Kopie des 1. oder 2. Jahrhunderts, Louvre, Paris

Ares (altgriechisch Ἄρης Árēs) ist in der griechischen Mythologie der Gott des schrecklichen Krieges, des Blutbades und Massakers. Er gehört zu den zwölf olympischen Gottheiten, den Olympioi. Obwohl die Bedeutung nicht ganz gleich ist, wurde er später von den Römern dem eigenen Kriegsgott Mars gleichgestellt. Doch stand Mars bei den Römern höher im Ansehen als Ares bei den Griechen.

## Deutung
Die etymologischen Wurzeln des Namens sind unklar, vermutlich bedeutet Ares der „Verderber“, der „Rächer“. Wahrscheinlich stammt die Gestalt des mordenden Ares aus dem bronzezeitlichen Thrakien, sie wird auch mythologisch als seine Heimat genannt. Aber bereits in mykenischer Zeit (1600–1050 v. Chr.) ist er auf dem griechischen Festland nachweisbar und verbreitet. Möglich ist auch, dass er in vorgriechischer Zeit ein Fruchtbarkeitsgott und seiner italischen Entsprechung ähnlicher war.

## Mythos

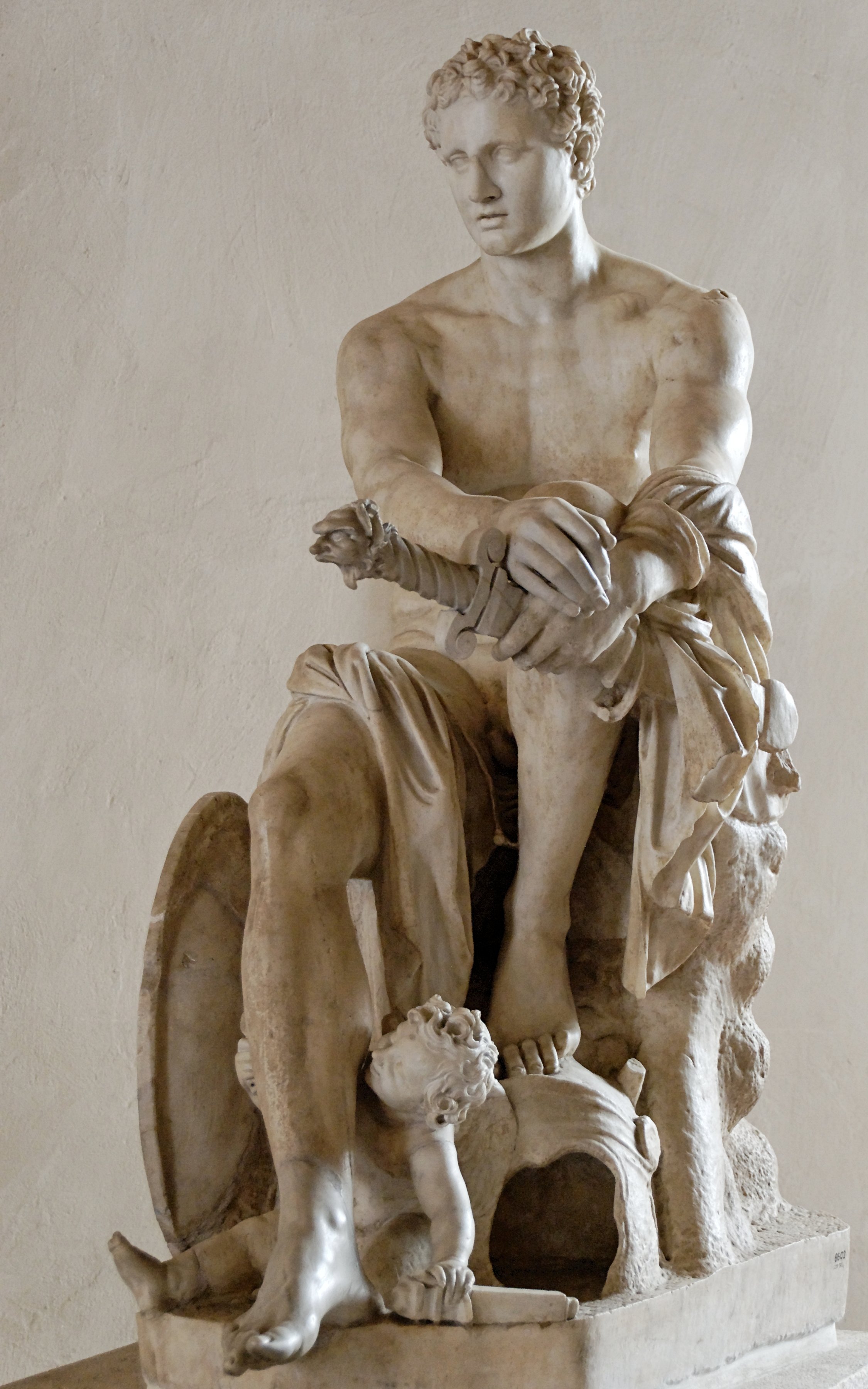
„Ares Ludovisi“, Kopie einer Statue um 320 v. Chr., Palazzo Altemps, Rom

Als ehelicher Sohn des Zeus und der Hera gehörte er zu den zentralen Gestalten in der griechischen Götterwelt. Ares wird als roher, wilder, nicht zu bändigender Kriegsgott beschrieben, der Gefallen an Gewalt findet und mit den wilden Tieren zog, um sich an deren Blut zu laben. Während Athene, die Göttin der Weisheit und der Kriegslist, für den heroischen bzw. intellektuellen Part des Krieges steht, ist Ares eher ein finsterer Gott, ein „göttlicher Raufbold“. Im Kampf um Troja kämpft Ares auf Seiten der Trojaner, Athene auf Seiten der Griechen. Es kommt sogar zum Kampf beider Gottheiten gegeneinander, als Athene Diomedes hilft, so dass dieser Ares verwunden kann. Auf dem Olymp wird er später von Asklepios (Gott der Heilkunst) behandelt und lässt sich von seiner Schwester Hebe baden. Ares ist aggressiv, grausam, unbarmherzig und blutrünstig, mischt sich auch des Öfteren aktiv in die Gefechte der Sterblichen ein und stachelt deren Kampfgeist weiter auf. Streit, Plünderungen, Blutbäder, das Geräusch klirrender Waffen und das Geräusch brechender Knochen bereiten ihm großes Vergnügen. Mit den schönen Künsten der anderen Götter konnte Ares nur wenig anfangen. Mit seinen Eigenschaften war er auch bei den anderen olympischen Göttern unbeliebt, ja verhasst.
Obwohl Ares als Kriegsgott bei Göttern und Menschen verhasst war – selbst sein Vater Zeus verachtete ihn –, galt er doch auch, über die Verkörperung des Männern vorbehaltenen Kriegshandwerkes, als Sinnbild männlicher Kraft und Schönheit.
Mythologisch wird dies in seiner Liebesbeziehung zur Liebesgöttin Aphrodite versinnbildlicht: Obwohl mit dem rechtschaffenen, aber missgestalteten Gott der Schmiede Hephaistos verheiratet, fühlt sie sich von Ares angezogen und lässt sich auf eine leidenschaftliche und andauernde Affäre mit ihm ein. Der vom Sonnengott Helios davon unterrichtete eifersüchtige Ehemann bringt all seine Handwerkskunst auf und schmiedet ein unsichtbares unzerreißbares Netz, mit dem er beide in flagranti erwischt. Die so Übertölpelten werden den herbeigerufenen Göttern vorgeführt. Diese aber entrüsten sich nicht, sondern brechen, auf Hephaistos’ Kosten, in ein homerisches Gelächter aus.
Eros, der mit Pfeil und Bogen bewaffnete Liebesgott, wird als gemeinsamer Sohn von Ares und Aphrodite angesehen. Des Weiteren werden dieser Verbindung Anteros (Gott der Gegenliebe) und Harmonia (Göttin der Eintracht) zugesprochen sowie seine wichtigsten Begleiter, die Götter Deimos (Gott des Grauens), Phobos (Gott der Furcht) und Enyalios (Gott des Kampfes).
Wie anderen Göttern auch, werden ihm zahlreiche Liebschaften innerhalb und auch außerhalb der Welt der Unsterblichen nachgesagt. So werden unter anderem die ihn ständig begleitende Göttin des Neides und der Zwietracht Eris, die Göttin der Morgenröte Eos und etliche Sterbliche erwähnt.

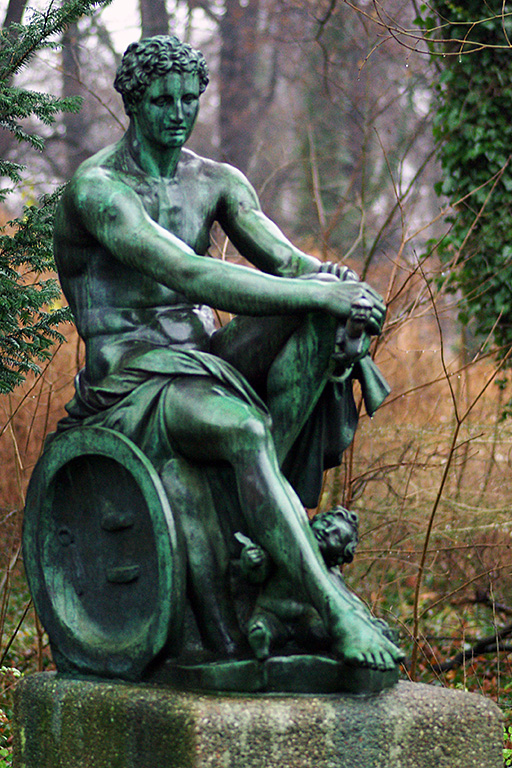
„Ares Ludovisi“, Kopie einer Statue in Rom, Zitadelle Spandau, Berlin

Die kriegerischen und ebenfalls nahe Thrakien angesiedelten Amazonen wurden mit Ares als Stammvater in Verbindung gebracht.

## Kult
Anders als seine römische Entsprechung wurde Ares kaum kultisch verehrt, galt doch bereits jeder Krieg – den die Griechen oft auch miteinander führten – als eine Huldigung für ihn. Als seltene und berühmteste Ausnahme kultischer Orte ist hier der Areopag zu nennen, dessen Namenspate er ist, wobei dies ebenfalls mythologisch begründet wird. Andere Kultstätten sind in Ätolien, Thessalien oder Athen zu finden; im peloponnesischen Hermione stand eine Kultstatue von ihm.

## Darstellung
Als unbeliebter Gott war er selten Gegenstand in der Kunst, anders seine römische Entsprechung. Ares’ Symbole sind: brennende Fackel, Hund und Geier sowie für einen Kriegsgott typisch Schwert, Helm und Schild.

## Trivia
Nach Ares benannt ist der griechische Sportclub Aris Thessaloniki. Ares ist auch der Titel einer Netflix-Serie sowie des Schweizer Politthrillers "Ares: kein Fall für Carl Brun" von Monika Hausammann.